# Song Cry
Song Cry – jest to piąta piosenka amerykańskiego rapera Jay-Z, pochodząca z albumu The Blueprint.

## Sample w innych utworach
- Lil' Kim w utworze "Hold On"
- Ghostface Killah w utworze "Back Like That"
- Mila J w utworze "Complete"
- LeToya w utworze "When I Get Around Him"
- Keyshia Cole w utworze "You've Changed"
- Ludacris w utworze "Love Song"
- Deemi w utworze "Wasn't Surprised"
- Rihanna w utworze "Good Girl Gone Bad"